# Arnaud Kalimuendo
Arnaud Kalimuendo Muinga (Suresnes, 20 gennaio 2002) è un calciatore francese di origini congolesi, attaccante del Nottingham Forest.

## Caratteristiche tecniche
È un centravanti di movimento, dotato di un'ottima gestione nei contrasti corpo a corpo, essendo dotato di una struttura fisica abbastanza sviluppata.
Ha buone capacità balistiche (è anche un rigorista), ed ha soprattutto uno spiccato senso del gol, riuscendo a creare spazi per i suoi compagni, rendersi utile nelle sponde e in generale in fase di assistenza grazie al suo dinamismo.

## Carriera

### Club

#### Gli inizi, PSG
Nato a Suresnes da una famiglia di origini congolesi, inizia la propria carriera nel Saint-Cloud, da cui poi si trasferisce nel 2012 al Paris Saint-Germain. Nel 2018 a soli 16 anni viene chiamato dal tecnico dell'Under-19 Thiago Motta per disputare la UEFA Youth League, competizione dove si mette in mostra realizzando 5 reti in 7 incontri; L'8 luglio 2019 firma il suo primo contratto professionistico di durata triennale ed il 22 settembre seguente riceve la prima convocazione in prima squadra, per il match di Ligue 1 contro l'Olympique Lione.
Il 10 settembre 2020 fa il suo esordio fra i professionisti scendendo in campo da titolare nell'incontro inaugurale di Ligue 1 perso 1-0 contro il Lens; il 5 ottobre rinnova il proprio contratto fino al 2024 e viene contestualmente ceduto in prestito al Lens fino al termine della stagione. Il 22 novembre realizza la sua prima rete fra i professionisti decidendo la trasferta di campionato vinta 1-0 contro il Digione, sfruttando un errore del portiere rivale Anthony Racioppi.
Il 31 agosto 2021 il prestito viene esteso per un'altra stagione dove mantiene una buona media realizzativa con 12 goal.

#### Rennes
L'11 agosto 2022 viene acquistato dal Rennes per 25 milioni di euro. Il 1º ottobre segna il suo primo goal nella vittoria in trasferta per 1-3 con Strasburgo. Conclude la sua prima stagione con 7 goal e 5 assist in 30 presenze.
Il 26 ottobre 2023 segna un goal nella trasferta vinta per 1-2 contro il Panathinaikos in Europa League. Raggiunge i 10 goal e 4 assist in 30 presenze di Ligue 1, oltre 4 goal in 5 presenze di Coppa di Francia.
Nel corso della stagione 2024-2025 migliora ulteriormente i suoi numeri con 17 goal e 4 assist in 33 presenze di Ligue 1.

#### Nottingham Forest
Il 18 agosto 2025 si trasferisce al Nottingham Forest, firmando un contratto valido fino al 2030.

### Nazionale
Nel 2019 con la nazionale under-17 francese prende parte al campionato mondiale di categoria, dove raggiunge il terzo posto e si classifica secondo nella classifica marcatori con 5 reti in 7 partite. Il 12 ottobre 2020 debutta con la nazionale under-21 giocando l'incontro di qualificazione per gli campionato europeo di categoria del 2021 vinto per 1-0 contro la Slovacchia.

## Statistiche

### Presenze e reti nei club
Statistiche aggiornate al 18 agosto 2025.
| Stagione                   | Squadra                    | Campionato                 | Campionato | Campionato | Coppe nazionali | Coppe nazionali | Coppe nazionali | Coppe continentali | Coppe continentali | Coppe continentali | Altre coppe | Altre coppe | Altre coppe | Totale | Totale | Totale |
| Stagione                   | Squadra                    | Comp                       | Pres       | Reti       | Comp            | Pres            | Reti            | Comp               | Pres               | Reti               | Comp        | Pres        | Reti        | Pres   | Reti   |        |
| -------------------------- | -------------------------- | -------------------------- | ---------- | ---------- | --------------- | --------------- | --------------- | ------------------ | ------------------ | ------------------ | ----------- | ----------- | ----------- | ------ | ------ | ------ |
| lug.-ago. 2020             | Paris Saint-Germain        | L1                         | 1          | 0          | CF              | 0               | 0               | -                  | -                  | -                  | -           | -           | -           | 1      | 0      |        |
| ago. 2020-2021             | Lens                       | L1                         | 28         | 7          | CF              | 2               | 1               | -                  | -                  | -                  | -           | -           | -           | 30     | 8      |        |
| lug.-ago. 2021             | Paris Saint-Germain        | L1                         | 2          | 0          | CF              | -               | -               | UCL                | -                  | -                  | SF          | 1           | 0           | 3      | 0      |        |
| ago. 2021-2022             | Lens                       | L1                         | 32         | 12         | CF              | 3               | 1               | -                  | -                  | -                  | -           | -           | -           | 35     | 13     |        |
| Totale Lens                | Totale Lens                | Totale Lens                | 60         | 19         |                 | 5               | 2               |                    | -                  | -                  |             | -           | -           | 65     | 21     |        |
| lug.-ago. 2022             | Paris Saint-Germain        | L1                         | 0          | 0          | CF              | -               | -               | UCL                | -                  | -                  | SF          | 1           | 0           | 1      | 0      |        |
| Totale Paris Saint-Germain | Totale Paris Saint-Germain | Totale Paris Saint-Germain | 3          | 0          |                 | 0               | 0               |                    | -                  | -                  |             | 2           | 0           | 5      | 0      |        |
| ago. 2022-2023             | Rennes                     | L1                         | 30         | 7          | CF              | 1               | 0               | UEL                | 6                  | 0                  | -           | -           | -           | 37     | 7      |        |
| 2023-2024                  | Rennes                     | L1                         | 30         | 10         | CF              | 5               | 4               | UEL                | 6                  | 1                  | -           | -           | -           | 41     | 15     |        |
| 2024-2025                  | Rennes                     | L1                         | 33         | 17         | CF              | 1               | 1               | -                  | -                  | -                  | -           | -           | -           | 34     | 18     |        |
| Totale Rennes              | Totale Rennes              | Totale Rennes              | 93         | 34         |                 | 7               | 5               |                    | 12                 | 1                  |             | -           | -           | 112    | 40     |        |
| 2025-2026                  | Nottingham Forest          | PL                         | -          | -          | FACup+CdL       | -               | -               | UEL                | -                  | -                  | -           | -           | -           | -      | -      |        |
| Totale carriera            | Totale carriera            | Totale carriera            | 156        | 53         |                 | 12              | 7               |                    | 12                 | 1                  |             | 2           | 0           | 180    | 61     |        |

### Cronologia presenze e reti in nazionale
| Cronologia completa delle presenze e delle reti in nazionale ― Francia olimpica | Cronologia completa delle presenze e delle reti in nazionale ― Francia olimpica | Cronologia completa delle presenze e delle reti in nazionale ― Francia olimpica | Cronologia completa delle presenze e delle reti in nazionale ― Francia olimpica | Cronologia completa delle presenze e delle reti in nazionale ― Francia olimpica | Cronologia completa delle presenze e delle reti in nazionale ― Francia olimpica | Cronologia completa delle presenze e delle reti in nazionale ― Francia olimpica | Cronologia completa delle presenze e delle reti in nazionale ― Francia olimpica |
| Data                                                                            | Città                                                                           | In casa                                                                         | Risultato                                                                       | Ospiti                                                                          | Competizione                                                                    | Reti                                                                            | Note                                                                            |
| ------------------------------------------------------------------------------- | ------------------------------------------------------------------------------- | ------------------------------------------------------------------------------- | ------------------------------------------------------------------------------- | ------------------------------------------------------------------------------- | ------------------------------------------------------------------------------- | ------------------------------------------------------------------------------- | ------------------------------------------------------------------------------- |
| 24-7-2024                                                                       | Marsiglia                                                                       | Francia olimpica                                                                | 3 – 0                                                                           | Stati Uniti olimpica                                                            | Olimpiadi 2024 - 1º turno                                                       | -                                                                               | 70’                                                                             |
| 27-7-2024                                                                       | Nizza                                                                           | Francia olimpica                                                                | 1 – 0                                                                           | Guinea olimpica                                                                 | Olimpiadi 2024 - 1º turno                                                       | -                                                                               | 56’                                                                             |
| 30-7-2024                                                                       | Marsiglia                                                                       | Nuova Zelanda olimpica                                                          | 0 – 3                                                                           | Francia olimpica                                                                | Olimpiadi 2024 - 1º turno                                                       | 1                                                                               |                                                                                 |
| 2-8-2024                                                                        | Bordeaux                                                                        | Francia olimpica                                                                | 1 – 0                                                                           | Argentina olimpica                                                              | Olimpiadi 2024 - Quarti di finale                                               | -                                                                               | 79’                                                                             |
| 5-8-2024                                                                        | Lione                                                                           | Francia olimpica                                                                | 3 – 1 dts                                                                       | Egitto olimpica                                                                 | Olimpiadi 2024 - Semifinale                                                     | -                                                                               | 105’                                                                            |
| 9-8-2024                                                                        | Parigi                                                                          | Francia olimpica                                                                | 3 – 5 dts                                                                       | Spagna olimpica                                                                 | Olimpiadi 2024 - Finale                                                         | -                                                                               | 52’                                                                             |
| Totale                                                                          |                                                                                 | Presenze                                                                        | 6                                                                               |                                                                                 | Reti                                                                            | 1                                                                               |                                                                                 |

| Cronologia completa delle presenze e delle reti in nazionale ― Francia under 21 | Cronologia completa delle presenze e delle reti in nazionale ― Francia under 21 | Cronologia completa delle presenze e delle reti in nazionale ― Francia under 21 | Cronologia completa delle presenze e delle reti in nazionale ― Francia under 21 | Cronologia completa delle presenze e delle reti in nazionale ― Francia under 21 | Cronologia completa delle presenze e delle reti in nazionale ― Francia under 21 | Cronologia completa delle presenze e delle reti in nazionale ― Francia under 21 | Cronologia completa delle presenze e delle reti in nazionale ― Francia under 21 |
| Data                                                                            | Città                                                                           | In casa                                                                         | Risultato                                                                       | Ospiti                                                                          | Competizione                                                                    | Reti                                                                            | Note                                                                            |
| ------------------------------------------------------------------------------- | ------------------------------------------------------------------------------- | ------------------------------------------------------------------------------- | ------------------------------------------------------------------------------- | ------------------------------------------------------------------------------- | ------------------------------------------------------------------------------- | ------------------------------------------------------------------------------- | ------------------------------------------------------------------------------- |
| 12-10-2020                                                                      | Goiânia                                                                         | Francia under 21                                                                | 1 – 0                                                                           | Slovacchia under 21                                                             | Qual. Europeo Under-21 2021                                                     | -                                                                               | 61’                                                                             |
| 2-9-2021                                                                        | Le Mans                                                                         | Francia under 21                                                                | 3 – 0                                                                           | Macedonia del Nord under 21                                                     | Qual. Europeo Under-21 2023                                                     | -                                                                               | 68’                                                                             |
| 6-9-2021                                                                        | Tórshavn                                                                        | Fær Øer under 21                                                                | 1 – 1                                                                           | Francia under 21                                                                | Qual. Europeo Under-21 2023                                                     | -                                                                               | 66’                                                                             |
| 8-10-2021                                                                       | Brest                                                                           | Francia under 21                                                                | 5 – 0                                                                           | Ucraina under 21                                                                | Qual. Europeo Under-21 2023                                                     | 1                                                                               | 58’                                                                             |
| 12-10-2021                                                                      | Novi Sad                                                                        | Serbia under 21                                                                 | 0 – 3                                                                           | Francia under 21                                                                | Qual. Europeo Under-21 2023                                                     | -                                                                               |                                                                                 |
| 11-11-2021                                                                      | Grenoble                                                                        | Francia under 21                                                                | 7 – 0                                                                           | Armenia under 21                                                                | Qual. Europeo Under-21 2023                                                     | 2                                                                               | 74’                                                                             |
| 16-11-2021                                                                      | Skopje                                                                          | Macedonia del Nord under 21                                                     | 0 – 1                                                                           | Francia under 21                                                                | Qual. Europeo Under-21 2023                                                     | -                                                                               |                                                                                 |
| 24-3-2022                                                                       | Calais                                                                          | Francia under 21                                                                | 2 – 0                                                                           | Fær Øer under 21                                                                | Qual. Europeo Under-21 2023                                                     | -                                                                               | 76’                                                                             |
| 28-3-2022                                                                       | Nizza                                                                           | Francia under 21                                                                | 5 – 0                                                                           | Irlanda del Nord under 21                                                       | Amichevole                                                                      | 1                                                                               | 69’                                                                             |
| 2-6-2022                                                                        | Grenoble                                                                        | Francia under 21                                                                | 2 – 0                                                                           | Serbia under 21                                                                 | Qual. Europeo Under-21 2023                                                     | -                                                                               |                                                                                 |
| 5-6-2022                                                                        | Erevan                                                                          | Armenia under 21                                                                | 1 – 4                                                                           | Francia under 21                                                                | Qual. Europeo Under-21 2023                                                     | -                                                                               | 60’                                                                             |
| 9-6-2022                                                                        | Istanbul                                                                        | Ucraina under 21                                                                | 3 – 3                                                                           | Francia under 21                                                                | Qual. Europeo Under-21 2023                                                     | -                                                                               | 57’                                                                             |
| 23-9-2022                                                                       | Magdeburg                                                                       | Germania under 21                                                               | 0 – 1                                                                           | Francia under 21                                                                | Amichevole                                                                      | -                                                                               | 65’                                                                             |
| 26-9-2022                                                                       | Valenciennes                                                                    | Francia under 21                                                                | 2 – 2                                                                           | Belgio under 21                                                                 | Amichevole                                                                      | -                                                                               | 46’                                                                             |
| 19-11-2022                                                                      | Caen                                                                            | Francia under 21                                                                | 1 – 1                                                                           | Norvegia under 21                                                               | Amichevole                                                                      | -                                                                               | 63’                                                                             |
| 25-3-2023                                                                       | Leicester                                                                       | Inghilterra under 21                                                            | 4 – 0                                                                           | Francia under 21                                                                | Amichevole                                                                      | -                                                                               | 74’                                                                             |
| 28-3-2023                                                                       | Grenoble                                                                        | Francia under 21                                                                | 0 – 0                                                                           | Spagna under 21                                                                 | Amichevole                                                                      | -                                                                               | 72’                                                                             |
| 16-6-2023                                                                       | Grenoble                                                                        | Francia under 21                                                                | 1 – 0                                                                           | Messico under 21                                                                | Amichevole                                                                      | -                                                                               | 64’                                                                             |
| 22-6-2023                                                                       | Cluj-Napoca                                                                     | Francia under 21                                                                | 2 – 1                                                                           | Italia under 21                                                                 | Europeo Under-21 2023 - 1º turno                                                | 1                                                                               | 79’                                                                             |
| 25-6-2023                                                                       | Cluj-Napoca                                                                     | Norvegia under 21                                                               | 0 – 1                                                                           | Francia under 21                                                                | Europeo Under-21 2023 - 1º turno                                                | -                                                                               | 61’                                                                             |
| 28-6-2023                                                                       | Cluj-Napoca                                                                     | Svizzera under 21                                                               | 1 – 4                                                                           | Francia under 21                                                                | Europeo Under-21 2023 - 1º turno                                                | -                                                                               | 80’                                                                             |
| 2-7-2023                                                                        | Cluj-Napoca                                                                     | Francia under 21                                                                | 1 – 3                                                                           | Ucraina under 21                                                                | Europeo Under-21 2023 - Quarti di finale                                        | -                                                                               | 80’                                                                             |
| 7-9-2023                                                                        | Nancy                                                                           | Francia under 21                                                                | 4 – 1                                                                           | Danimarca under 21                                                              | Amichevole                                                                      | -                                                                               | 46’                                                                             |
| 11-9-2023                                                                       | Capodistria                                                                     | Slovenia under 21                                                               | 0 – 4                                                                           | Francia under 21                                                                | Qual. Europeo Under-21 2025                                                     | -                                                                               | 46’                                                                             |
| 13-10-2023                                                                      | Sarajevo                                                                        | Bosnia ed Erzegovina under 21                                                   | 1 – 2                                                                           | Francia under 21                                                                | Qual. Europeo Under-21 2025                                                     | 1                                                                               | 60’                                                                             |
| 17-10-2023                                                                      | Grenoble                                                                        | Francia under 21                                                                | 9 – 0                                                                           | Cipro under 21                                                                  | Qual. Europeo Under-21 2025                                                     | 2                                                                               |                                                                                 |
| 17-11-2023                                                                      | Ried im Innkreis                                                                | Austria under 21                                                                | 2 – 0                                                                           | Francia under 21                                                                | Qual. Europeo Under-21 2025                                                     | -                                                                               | 64’                                                                             |
| 20-11-2023                                                                      | Le Havre                                                                        | Francia under 21                                                                | 0 – 3                                                                           | Corea del Sud under 22                                                          | Amichevole                                                                      | -                                                                               |                                                                                 |
| 11-10-2024                                                                      | Achna                                                                           | Cipro under 21                                                                  | 0 – 3                                                                           | Francia under 21                                                                | Qual. Europeo Under-21 2025                                                     | -                                                                               | 84’                                                                             |
| 15-10-2024                                                                      | Tomblaine                                                                       | Francia under 21                                                                | 1 – 2                                                                           | Austria under 21                                                                | Qual. Europeo Under-21 2025                                                     | 1                                                                               | 90’                                                                             |
| 15-11-2024                                                                      | Empoli                                                                          | Italia under 21                                                                 | 2 – 2                                                                           | Francia under 21                                                                | Amichevole                                                                      | -                                                                               | 62’                                                                             |
| 19-11-2024                                                                      | Valenciennes                                                                    | Francia under 21                                                                | 2 – 2                                                                           | Germania under 21                                                               | Amichevole                                                                      | -                                                                               | 78’                                                                             |
| 24-3-2025                                                                       | Trnava                                                                          | Slovacchia under 21                                                             | 0 – 4                                                                           | Francia under 21                                                                | Amichevole                                                                      | 2                                                                               | 76’                                                                             |
| Totale                                                                          |                                                                                 | Presenze                                                                        | 33                                                                              |                                                                                 | Reti                                                                            | 11                                                                              |                                                                                 |

| Cronologia completa delle presenze e delle reti in nazionale ― Francia under 17 | Cronologia completa delle presenze e delle reti in nazionale ― Francia under 17 | Cronologia completa delle presenze e delle reti in nazionale ― Francia under 17 | Cronologia completa delle presenze e delle reti in nazionale ― Francia under 17 | Cronologia completa delle presenze e delle reti in nazionale ― Francia under 17 | Cronologia completa delle presenze e delle reti in nazionale ― Francia under 17 | Cronologia completa delle presenze e delle reti in nazionale ― Francia under 17 | Cronologia completa delle presenze e delle reti in nazionale ― Francia under 17 |
| Data                                                                            | Città                                                                           | In casa                                                                         | Risultato                                                                       | Ospiti                                                                          | Competizione                                                                    | Reti                                                                            | Note                                                                            |
| ------------------------------------------------------------------------------- | ------------------------------------------------------------------------------- | ------------------------------------------------------------------------------- | ------------------------------------------------------------------------------- | ------------------------------------------------------------------------------- | ------------------------------------------------------------------------------- | ------------------------------------------------------------------------------- | ------------------------------------------------------------------------------- |
| 27-10-2019                                                                      | Goiânia                                                                         | Francia under 17                                                                | 2 – 0                                                                           | Cile under 17                                                                   | Mondiali Under-17 2019 - 1º turno                                               | -                                                                               | 72’                                                                             |
| 30-10-2019                                                                      | Goiânia                                                                         | Corea del Sud under 17                                                          | 1 – 3                                                                           | Francia under 17                                                                | Mondiali Under-17 2019 - 1º turno                                               | 1                                                                               | 76’                                                                             |
| 2-11-2019                                                                       | Goiânia                                                                         | Haiti under 17                                                                  | 0 – 2                                                                           | Francia under 17                                                                | Mondiali Under-17 2019 - 1º turno                                               | -                                                                               | 70’                                                                             |
| 7-11-2019                                                                       | Goiânia                                                                         | Francia under 17                                                                | 4 – 0                                                                           | Australia under 17                                                              | Mondiali Under-17 2019 - Ottavi di finale                                       | -                                                                               |                                                                                 |
| 11-11-2019                                                                      | Goiânia                                                                         | Spagna under 17                                                                 | 1 – 6                                                                           | Francia under 17                                                                | Mondiali Under-17 2019 - Quarti di finale                                       | -                                                                               | 84’                                                                             |
| 15-11-2019                                                                      | Gama                                                                            | Francia under 17                                                                | 2 – 3                                                                           | Brasile under 17                                                                | Mondiali Under-17 2019 - Semifinale                                             | 1                                                                               | 68’                                                                             |
| 17-11-2019                                                                      | Gama                                                                            | Paesi Bassi under 17                                                            | 1 – 3                                                                           | Francia under 17                                                                | Mondiali Under-17 2019 - Finale 3º posto                                        | 3                                                                               |                                                                                 |
| Totale                                                                          |                                                                                 | Presenze                                                                        | 7                                                                               |                                                                                 | Reti                                                                            | 5                                                                               |                                                                                 |

## Palmarès

### Competizioni nazionali
- Supercoppa francese: 1

Paris Saint-Germain: 2022

### Nazionale
- Argento olimpico: 1

2024